# Odrowąż (gmina w województwie krakowskim)
Odrowąż – dawna gmina wiejska istniejąca w latach 1934–1954 w woj. krakowskim (dzisiejsze woj. małopolskie). Siedzibą władz gminy był Odrowąż.
Gmina zbiorowa Odrowąż została utworzona 1 sierpnia 1934 roku w powiecie nowotarskim w woj. krakowskim z dotychczasowych jednostkowych gmin wiejskich: Bukowina Podszkle, Dział, Odrowąż, Piekielnik, Pieniążkowice i Załuczne. Według stanu z dnia 1 lipca 1952 roku gmina składała się z 6 gromad: Bukowina-Podszkle, Dział, Odrowąż, Piekielnik, Pieniążkowice i Załuczne. 
Gmina została zniesiona 29 września 1954 roku wraz z reformą wprowadzającą gromady w miejsce gmin. Jednostki nie przywrócono 1 stycznia 1973 roku po reaktywowaniu gmin.